# Steve Clark (fodboldspiller)
 For alternative betydninger, se Steve Clark. (Se også artikler, som begynder med Steve Clark)
Steven Thomas "Steve" Clark (født 14. april 1986) er en amerikansk fodboldspiller, der senest spillede som målmand for den danske klub AC Horsens. Han har tidligere blandt andet spillet fire år for Hønefoss BK i Norge.

## Karriere

### AC Horsens
Den 17. januar 2016 blev det offentliggjort, at Steve Clark havde skrevet under på en halvårig kontrakt gældende frem til sommeren 2017 med AC Horsens, hvortil han skiftede fra MLS-klubben Columbus Crew.